# Коњи врани
Коњи врани је српски филм из 2007. године. Режирао га је Љубиша Самарџић, а сценарио су писали Тончи Матулић и Ђорђе Милосављевић. Филм је наставак филма Јесен стиже, дуњо моја.

## Радња
Коњи врани је други део приче, боље рећи саге, о банатском паору Сави Лађарском, с радњом започетом у годинама уочи и током Првог светског рата, а сада настављеном у годинама после њега. Сава је пример оног како животне околности и погрешне одлуке у погрешним тренуцима могу начисто да упропасте човека. Он напушта варош и богату кућу Гранфилдових, да би у свом селу подизао своје дете "љубави", које је добио сa Маријом, која је умрла на порођају.

## Улоге
| Глумац                  | Улога                       |
| ----------------------- | --------------------------- |
| Милан Васић             | Сава Лађарски               |
| Калина Ковачевић        | Аница Гранфилд              |
| Милена Васић Ражнатовић | Милина Брђевић              |
| Андрија Милошевић       | Гаврило Брђевић             |
| Марта Узелац            | Дуња Лађарски               |
| Љубиша Самарџић         | Живота Станимировић         |
| Иво Грегуревић          | Ваван                       |
| Славко Штимац           | Кир Теофил Јушић − Кир Теја |
| Рената Улмански         | Алексадрина                 |
| Љубомир Бандовић        | Рама                        |
| Петар Божовић           | Шеф откупне станице         |
| Рада Ђуричин            | Савина мајка                |
| Срђан Ивановић          | Салашар                     |
| Петар Краљ              | Радоје                      |
| Синиша Убовић           | Чаба                        |